# Kreis Aue
Der Kreis Aue war ein Landkreis im Bezirk Karl-Marx-Stadt der DDR. Von 1990 bis 1994 bestand er als Landkreis Aue im Freistaat Sachsen fort. Sein Gebiet liegt heute im Erzgebirgskreis in Sachsen. Der Sitz der Kreisverwaltung befand sich in Aue.

## Geographie

### Lage
Der Kreis Aue lag im westlichen Erzgebirge an der Grenze zur Tschechoslowakei.

### Nachbarkreise
Der Kreis Aue grenzte im Uhrzeigersinn im Südwesten beginnend an die Kreise Klingenthal, Auerbach, Zwickau-Land, Stollberg, Annaberg und Schwarzenberg. Im Süden grenzte er an die Tschechoslowakei.

## Geschichte

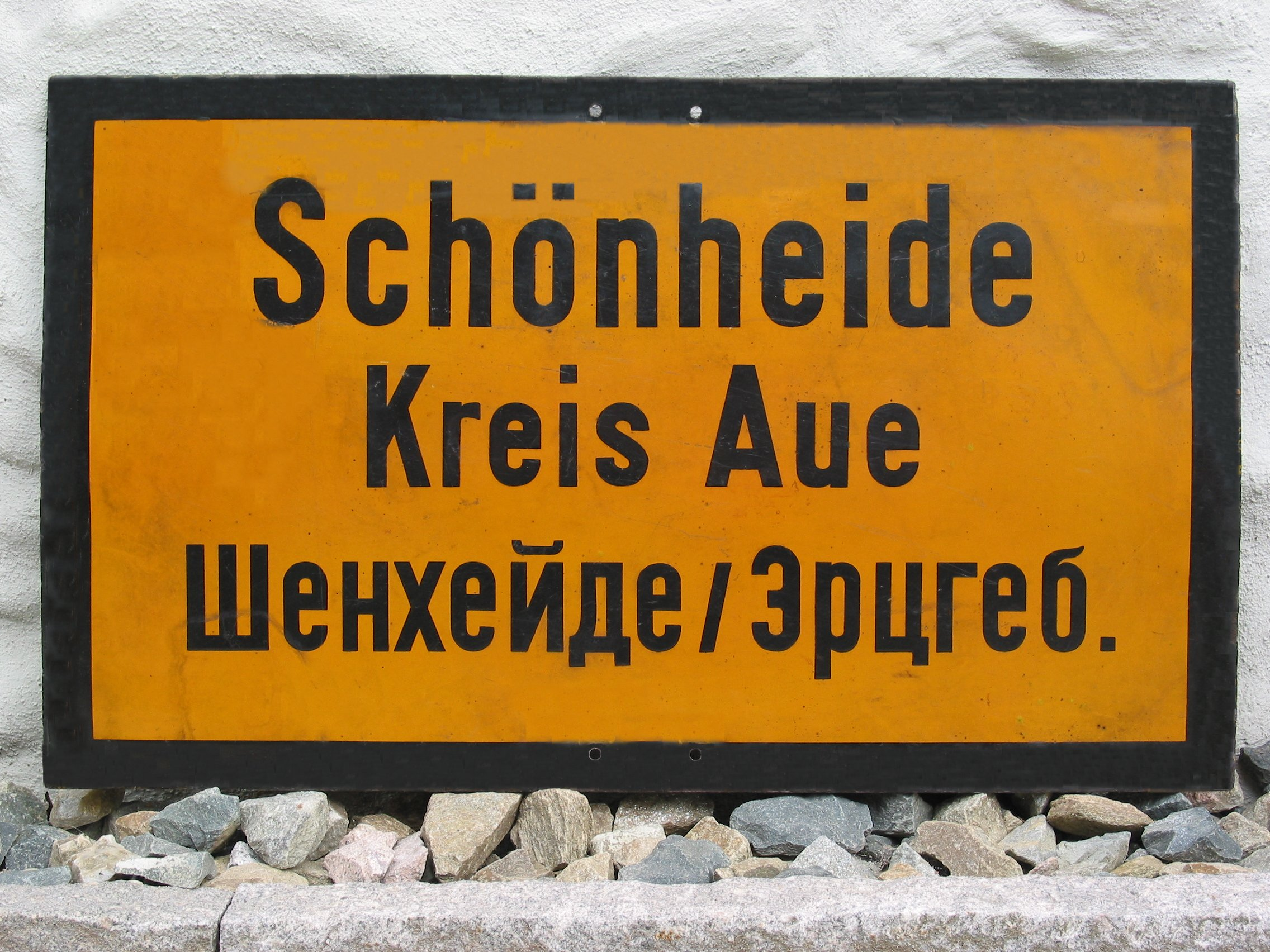
Ortseingangsschild im Kreis Aue mit russischem Text („Schönheide/Erzgeb.“) als Zusatz (1950er Jahre)

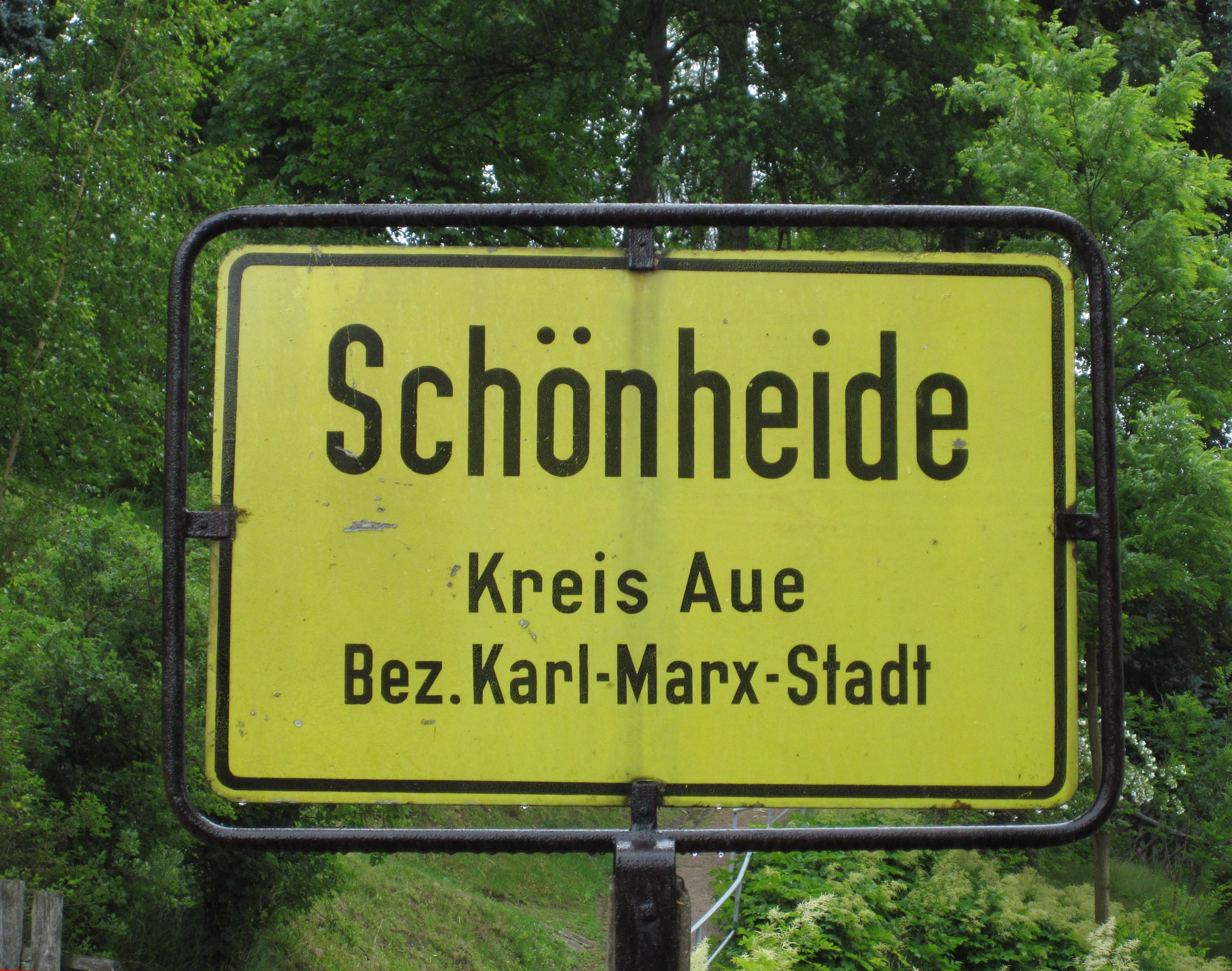
Ortseingangsschild im Kreis Aue (1980er Jahre)

1874 wurden im Königreich Sachsen im Rahmen einer umfassenden Verwaltungsreform auch die Amtshauptmannschaft Schwarzenberg gebildet. 1947 wurde als deren Nachfolger im Land Sachsen in der Sowjetischen Besatzungszone der Landkreis Schwarzenberg in Landkreis Aue umbenannt. Am 1. Juli 1950 wurde der Landkreis Stollberg aufgelöst. Die Stadt Zwönitz und vier Gemeinden dieses Kreises (Beutha, Gablenz, Lenkersdorf sowie Oberdorf) kamen zum Landkreis Aue. Am 17. Dezember 1951 wurden die Städte Johanngeorgenstadt und Schneeberg als Stadtkreise aus dem Landkreis ausgegliedert. Gleichzeitig wurden aus einem Teil des Landkreises Aue ein neuer Landkreis Schwarzenberg gebildet.
Das durch den sächsischen Landtag am 25. Juli 1952 verabschiedete „Gesetz über die weitere Demokratisierung des Aufbaus und der Arbeitsweise der staatlichen Organe im Lande Sachsen“ trat am gleichen Tag in Kraft.
Die folgenden 22 Gemeinden bildeten nun den neuen Kreis Aue: 
Affalter, Albernau, Aue, Bernsbach, Blauenthal, Bockau, Burkhardtsgrün, Carlsfeld, Dittersdorf, Eibenstock, Grüna, Hundshübel, Kühnhaide, Lauter, Lößnitz, Schönheide, Sosa, Stützengrün, Wildenthal, Zschorlau, Zwönitz sowie Lichtenau aus dem alten Landkreis Zwickau.
Der Kreis wurde dem Bezirk Karl-Marx-Stadt zugeordnet, Kreissitz wurde Aue.
Bis zur Auflösung des Kreises 1994 ergaben sich folgende Gemeindegebietsänderungen und Umgliederungen:
- 4. Dezember 1952 – Lichtenau wechselt in den Kreis Zwickau-Land
- 4. Dezember 1952 – Wildbach wechselt vom Kreis Zwickau-Land in den Kreis Aue
- 23. November 1958 – Auflösung des Stadtkreises Schneeberg und Eingliederung der Stadt Schneeberg in den Kreis Aue
- 23. November 1958 – Bildung der neuen Gemeinde Schlema aus Nieder- und Oberschlema, nach Ausgliederung aus der Stadt Schneeberg
- 23. November 1958 – Bildung der neuen Gemeinde Lindenau nach Ausgliederung aus der Stadt Schneeberg
- 5. August 1962 – Die Gemeinde Lauter/Sa. erhält das Stadtrecht
- 1971 – Carolagrün wird als Ortsteil von Schönheide ausgegliedert in den Kreis Auerbach[3]
- 1. Februar 1974 – Eingemeindung von Dittersdorf in die Stadt Lößnitz
- 1. Februar 1974 – Eingemeindung von Grüna in Affalter
- 1. Januar 1994 – Eingemeindung von Wildbach in Schlema
- 1. Januar 1994 – Eingemeindung von Blauenthal und Wildenthal in die Stadt Eibenstock

Am 17. Mai 1990 wurde der Kreis in Landkreis Aue umbenannt. Anlässlich der Wiedervereinigung der beiden deutschen Staaten wurde der Landkreis im Oktober 1990 dem wiedergegründeten Land Sachsen zugesprochen. Bei der ersten sächsischen Kreisreform ging er am 1. August 1994 fast vollständig im neuen Landkreis Westerzgebirgskreis auf, der 1995 in Landkreis Aue-Schwarzenberg umbenannt wurde. Die Stadt Zwönitz wechselte zu ihrem „alten“ Landkreis Stollberg, dem sie bis Juni 1950 angehört hatte.

### Einwohnerentwicklung
| Jahr      | 1960    | 1971    | 1981    | 1989    |
| Einwohner | 140.352 | 134.733 | 123.824 | 116.242 |

## Wirtschaft
Die Wirtschaft im Kreis wurde dominiert vom Uranbergbau durch die  Sowjetisch-Deutschen Aktiengesellschaft Wismut mit dem großen Abbaubetrieb Schneeberg/Schlema/Alberoda.
Weiter bedeutende Betriebe waren unter anderen:
- VEB Nickelhütte Aue
- VEB Besteck- und Metallwaren Aue
- VEB Textima Aue
- VEB Spielwarenwerke Schneeberg
- VEB Meßgerätewerk Zwönitz

## Verkehr
Dem überregionalen Straßenverkehr dienten die F 93 von Schneeberg nach Zwickau, die F 101 von Aue nach Annaberg-Buchholz, die F 169 von Plauen über Aue nach Karl-Marx-Stadt und die F 283 von Aue nach Klingenthal.
Das Kreisgebiet wurde von den Eisenbahnstrecken Chemnitz–Aue–Adorf und Zwickau–Aue–Schwarzenberg erschlossen.

## Bevölkerungsdaten
Bevölkerungsübersicht aller 23 Gemeinden des Kreises, die 1990 in das wiedergegründete Land Sachsen kamen.
| AGS      | Gemeinde          | Einwohner       | Einwohner         | Fläche (ha)       |
| AGS      | Gemeinde          | 3. Oktober 1990 | 31. Dezember 1990 | 31. Dezember 1990 |
| 14012010 | Affalter          | 1 488           | 1 480             | 1 106             |
| 14012020 | Albernau          | 1 251           | 1 247             | 256               |
| 14012030 | Aue, Stadt        | 24765           | 24447             | 2099              |
| 14012040 | Bernsbach         | 4 251           | 4 220             | 875               |
| 14012050 | Blauenthal        | 303             | 306               | 360               |
| 14012060 | Bockau            | 3 125           | 3 112             | 1 915             |
| 14012070 | Burkhardtsgrün    | 347             | 349               | 305               |
| 14012080 | Carlsfeld         | 1 119           | 1 106             | 2 418             |
| 14012100 | Eibenstock, Stadt | 6 365           | 6 277             | 4 077             |
| 14012120 | Hundshübel        | 1 310           | 1 306             | 1 163             |
| 14012130 | Lauter/Sa., Stadt | 5699            | 5589              | 2154              |
| 14012140 | Lichtenau         | 440             | 434               | 624               |
| 14012150 | Lindenau          | 663             | 667               | 514               |
| 14012160 | Lößnitz, Stadt    | 10589           | 10790             | 1949              |
| 14012170 | Schlema           | 5 504           | 5 431             | 880               |
| 14012180 | Schneeberg, Stadt | 20 446          | 20 303            | 1 921             |
| 14012190 | Schönheide        | 6 347           | 6 301             | 2 809             |
| 14012200 | Sosa              | 2 444           | 2 438             | 2 199             |
| 14012210 | Stützengrün       | 2 467           | 2 451             | 1 050             |
| 14012220 | Wildbach          | 595             | 590               | 568               |
| 14012230 | Wildenthal        | 320             | 322               | 2 180             |
| 14012240 | Zschorlau         | 4 121           | 4 098             | 1 639             |
| 14012250 | Zwönitz, Stadt    | 10 180          | 10 084            | 3 413             |
| 14012    | Landkreis Aue     | 114 139         | 113 348           | 36 474            |

## Kfz-Kennzeichen
Den Kraftfahrzeugen (mit Ausnahme der Motorräder) und Anhängern wurden von etwa 1974 bis Ende 1990 dreibuchstabige Unterscheidungszeichen, die mit den Buchstabenpaaren TB und XB begannen, zugewiesen. Die letzte für Motorräder genutzte Kennzeichenserie war XW 00-01 bis XW 50-00.
Anfang 1991 erhielt der Landkreis das Unterscheidungszeichen AU. Es wurde bis zum 31. Dezember 1994 ausgegeben. Seit dem 9. November 2012 ist es im Erzgebirgskreis erhältlich.